# U Tří kamenů
U Tří kamenů je název rozcestí turistických cest KČT v Hostýnských vrších, necelý kilometr jihozápadně od vrcholu Kyčery. Nadmořská výška rozcestí činí přibližně 735 metrů. Název dostalo podle tří hraničních kamenů, které označují hranice tří někdejších panství – kelčského, bystřického a lukovského. Značení hraničními kameny probíhalo v závěru osmnáctého století, v drtivé většině v letech 1790-1798, velmi výjimečně v druhé etapě okolo roku 1830.
Dnes jde o trojmezí obcí Rajnochovice, Chvalčov a Držková. Na jižním svahu pod rozcestím se prostírá přírodní památka Solisko, chránící zachovalý jedlobukový les. V okolí najdeme prameny Bystřičky, Rusavy a Juhyně, dá se odtud také vydat na Tesák, Troják či Hostýn.
V roce 1947 zde přibyl pomníček studentky z kroměřížského gymnázia Aleny Bábkové, která zde zahynula vyčerpáním, když na výletě s bývalými spolužáky z reálky zabloudila ve vánici cestou na Vičanov. V roce 2006 prošly kameny i pomníček rekonstrukcí.

## Dostupnost
Místem prochází  modře značená turistická stezka z Vizovic přes Rakovou, Slušovice, Hrobice, Velíkovou (po trase křížové cesty z roku 2005) a Vlčkovou k rajnochovické osadě Kotáry přes Troják, Hošťálkovou, Semetín do Vsetína a  zelená turistická značka z lokality Pod Ožiňákem přes Košovy, Vičanov a Tesák na Skalný.